# St. Marien-Hospital Mülheim an der Ruhr
Das St. Marien-Hospital Mülheim an der Ruhr ist ein römisch-katholisch geprägtes Akutkrankenhaus an der Adolfstraße in Mülheim an der Ruhr, dessen Träger die Gruppe Contilia ist. 

## Geschichte
Die ersten beiden Patienten wurden 1887 aufgenommen. Das Haus wurde in den folgenden Jahren erweitert.
2013 wurde die Errichtung eines Neubaus mit 7000 Quadratmetern Geschossfläche beschlossen. 2016 war er fertiggestellt; die Kosten betrugen 22,5 Millionen Euro. Im Anschluss wurde der Altbau abgerissen. Zum Neubau zählte eine neue Kapelle.

## Einrichtungen
Das St. Marien-Hospital ist ein Akutkrankenhaus mit insgesamt 393 Betten und bietet in neun Fachabteilungen ein breites Angebot in der Grund- und Regelversorgung. Zum Haus zählen:
- Belegklinik für Orthopädie
- Contilia EndoProthetikZentrum
- Contilia Wirbelsäulenzentrum
- Institut für Psychosoziale Medizin
- Klinik für Allgemein- und Viszeralchirurgie
- Klinik für Anästhesiologie, operative Intensivmedizin und Schmerztherapie
- Klinik für Gastroenterologie und Onkologie
- Klinik für Kardiologie
- Klinik für Nephrologie und Dialyse
- Klinik für Psychiatrie und Psychotherapie
- Klinik für Radiologie
- Klinik für Unfall-, Wiederherstellungs- und orthopädische Chirurgie
- Physikalische Therapie
- PIA – Psychiatrische Institutsambulanz
- Stroke Unit
- Zentrum für Altersmedizin
- Zentrum für Krankenhaushygiene